# 1506
Năm 1506 là một năm trong lịch Julius. Trong lịch Gregory, nó là năm thứ 1506 của Công nguyên hay của Anno Domini; năm thứ 6 của thập niên 1500, thế kỷ 16, thiên niên kỷ thứ 2.

## Sự kiện
- Vệ binh Thụy Sĩ xuất hiện, khởi đầu năm 1506.

## Sinh
- Hoàng Chân Y, là nữ thi sĩ sống dưới thời vua Triều Tiên Trung Tông và là một trong những kỹ nữ (gisaeng) nổi tiếng nhất của triều đại Triều Tiên (mất 1544)
- Lê Chiêu Tông, tên thật là Lê Y, là vị hoàng đế thứ 10 của Hoàng triều Lê nước Đại Việt (mất 1527)
- Lê Quang Bí, là quan nhà Mạc trong lịch sử Việt Nam và là nhà thơ Việt Nam (mất ?)
- Phanxicô Xaviê là nhà truyền giáo Công giáo tiên phong người Navarra và đồng sáng lập viên của Dòng Tên (mất 1552).
- Có thể xảy ra:
  - Ngô Thừa Ân, là một nhà văn, nhà thơ, tiểu thuyết gia người Trung Quốc sống trong thời nhà Minh (mất 1582).

## Mất
- Alexander Agricola, tên thật là Alexander Ackerman, là nhà soạn nhạc Pháp - Flemish của thời kỳ Phục hưng (sinh 1445 hay 1446)
- Alexander Jagiellon, là con trai thứ tư của Casimir IV Jagiellon và Elizabeth xứ Áo, từ năm 1492 Công tước của Litva, từ năm 1501 là Vua Ba Lan (sinh 1461).
- Andrea Mantegna, là một họa sĩ người Ý, một sinh viên khảo cổ học La Mã, và là con rể của Jacopo Bellini (sinh 1431).
- Cristoforo Colombo, là một nhà hàng hải người nước Cộng hòa Genova và một đô đốc của các vị Quân chủ Công giáo Tây Ban Nha, mà những chuyến vượt Đại Tây Dương của ông đã mở ra những cuộc thám hiểm Châu Mỹ cũng như quá trình thực dân hoá của Châu Âu (sinh 1451).
- Trương Lục Thủy, là một Hậu cung trong Nội mệnh phụ của Yên Sơn Quân, vị quân chủ thứ 10 của nhà Triều Tiên (sinh ?).
- Yên Sơn Quân, là vị vua thứ 10 của nhà Triều Tiên, trị vì từ năm 1494 đến khi bị lật đổ vào năm 1506 (sinh 1476).